# Hurst Bay
Die Hurst Bay ist eine kleine Bucht der westantarktischen James-Ross-Insel. Sie liegt auf der Ostseite der Halbinsel The Naze im Nordosten der Insel.
Das UK Antarctic Place-Names Committee benannte sie 1985 nach William Edgar Hurst (* 1933), Navigationsoffizier an Bord der Endurance während der zwischen 1981 und 1982 in diesem Gebiet durchgeführten hydrographischen Arbeiten.